# Crassula fascicularis
Crassula fascicularis là một loài thực vật có hoa trong họ Crassulaceae. Loài này được Lam. miêu tả khoa học đầu tiên năm 1786.